# Osmia inermis
Osmia inermis, гірська бджола масон, це вид бджоли роду осмії, триби Osmiini із родини Мегахілиди, яка поширена у поясі Голарктики.

## Опис
Бджола маленька, чорна, матова. Самки мають довжину 10 мм і мають кілька блідих волосків на тілі, самці трохи менші та повністю чорно опушені.

## Біологія
Бджоли виду Osmia inermis використовують вже існуючі порожнини для гніздування і створюють до 200 комірок для розплоду, які кріпляться до нижньої сторони каменів, до стінок невеликих порожнин у скелях і каменях, або, у виняткових випадках, до нижньої сторони теплового екрана каталітичних нейтралізаторів транспортних засобів. Бджоли цього виду також оселяються під перекинутими керамічними блюдцями, яких залишають за межами місць їхнього природного розселення. Стінки комірок побудовані повністю з листяної маси, а стіни часто робляться із піску, щоб добре ущільнити каміння до землі. Часто група самиць будують спільне гніздо під одним каменем.

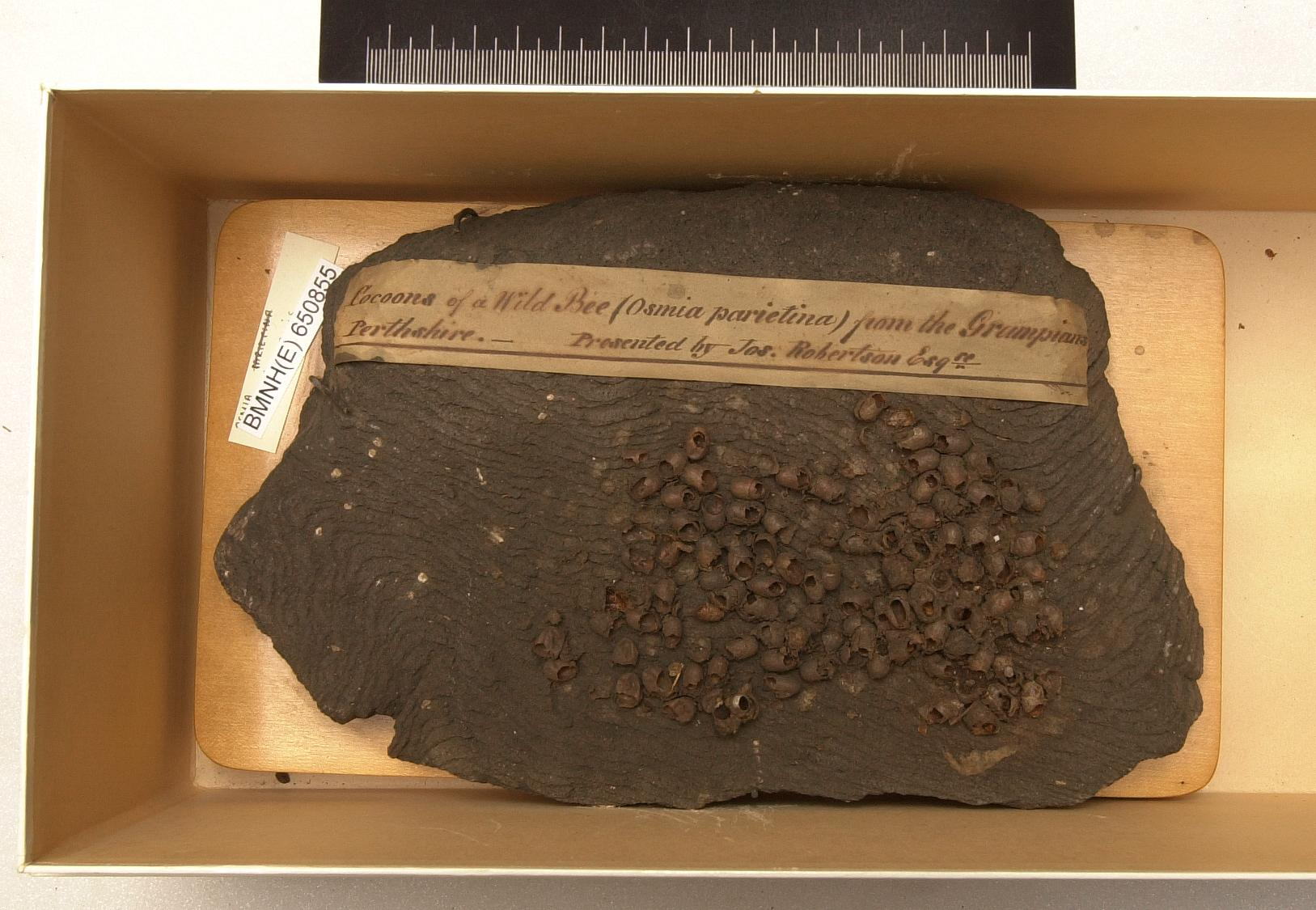
Музейний зразок гнізда бджіл Osmia inermis

Усередині комірок розплід дозріває щонайменше два роки, але може розтягнутися і до чотирьох років. Таким чином це призводить до можливості приголомшливого виходу дорослих особин, за винятком випадків, коли негативна літня погода погано впливала на розмноження. Цей вид бджіл полілектичний (тобто, спеціалізується на запиленні широкого кола видів рослин), з перевагою до відвідування бобових ; додатковими джерелами пилку можуть бути чорниця і верба У Шотландії ці бджоли майже повністю покладаються на лядвенець рогатий. У Шотландії Osmia inermis розвиток бджіл характеризується моновольтінізмом і період активного льоту триває з кінця травня до кінця липня.

## Середовище проживання
У Шотландії Osmia inermis поширені в основному на відкритих, багатих високогір'ях, на висоті між 260—430 м над рівнем моря. Улюбленим місцем проживання є відкриті овечі пасовища на низьких сухих пагорбах з південної сторони слюдяно-сланцевих відкосів з рослинністю сильно випасаного вересу, серед якого переважають лишайники та мох. Поруч із місцевістю ймовірні кормові рослини, які відвідуються бджолами, включають лядвенець рогатий, горлянку повзучу і чорницю звичайну. В інших випадках поширюються в арктично-альпійському поясі, також можна зустріти на низькій висоті на північ від полярного кола, та у більш гірських місцях, далі на південь.
У Шотландії оси-блискітки виду Chrysura hirsuta виводяться у гніздах Osmia inermis. Після вилуплення личинка паразитоїда нападає на личинку бджоли, поки вона плете свій міцний кокон. після дозрівання, личинка C. hirsuta пряде власний кокон всередині кокона бджолиної личинки. Схоже, що C. hirsuta має обов'язковий, мінімальний, дворічний життєвий цикл, який аналогічний циклу O. inermis.

## Розповсюдження
Бджоли цього виду поширені у всіх Голарктиці. В Європі на південь аж до гори Олімп, Греція, а у Північній Америці зустрічається у східних регіонах: у Лабрадорі, Квебеці, штатах Нової Англії та Вісконсину.

## Підвиди
Існує два визнаних підвиди.
- Osmia inermis inermis (Zetterstedt, 1838) — поширені у більшій частині Європи, північній частині Азії та на сході Північної Америки.
- Osmia inermis bulgarica (Friese, 1923) — в Італії та на Балканах.

## Охоронний статус
У Шотландії Osmia inermis знаходиться під загрозою вимирання у зв'язку зі втратою відповідного її середовища проживання, оскільки її улюблене середовище проживання на високогірних вапнякових пасовищах стає все більш рідкісним у Шотландії. Інтенсифікація сільського господарства спричиняє зменшення площ пасовищ, багатих різними травами, а також через комерційне заліснення або недостатній випас. Так як Osmia inermis належить до арктично-альпійських видів, ймовірно, через потепління клімату відповідно до антропогенних змін клімату, виду буде завдано шкоди.